# Volokolamsk
Volokolamsk (Russisch: Волоколамск; ook wel Wolokolamsk geschreven) is een Russische stad in het oblast Moskou. De stad ligt 129 kilometer ten noordwesten van de stad Moskou. Volokolamsk is sinds 2010 vooral bekend van de Moscow Raceway, een racecircuit net buiten de stad.

## Geschiedenis
In 1135 werd Volokolamsk voor het eerst vernoemd in de Kronieken van Voskresensk. De stad werd gebouwd door kooplieden uit Novgorod. De stad lag strategisch bij een overtoom in de rivier de Lama. Vandaar ook de naam Volokolamsk: Volok (Russisch voor overtoom) aan de Lama, Volokolamsk. Tot 1398 bleef de stad in handen van de republiek Novgorod.
In 1178 werd Volokolamsk door troepen van Vsevolod III van Vladimir-Soezdal veroverd en platgebrand. In 1231 werd de stad weer door Novgorod ingenomen. In 1398 kwam de stad onder bestuur van Moskou te staan. Na de Mongoolse invasie van Rusland werd Volokolamsk in twee delen gedeeld, de ene helft ging naar Novgorod, de andere naar Vladimir. In 1273 slaagde het vorstendom Tver er niet in de stad te veroveren. Nadat de Mongolen vertrokken waren werd Volokolamsk door Ivan I van Moskovië bezet.
In 1345 schonk Ivan van Moskou Volokolamsk aan zijn schoonvader, een van de vorsten van Smolensk. Onder het bewind van Smolensk doorstond de stad in 1371 een drie maanden durend beleg van Algirdas van Litouwen. In 1383 versloeg Vladimir de Stoute van Serpoechov Tochtamysj. Kort daarna keerde Volokolamsk terug naar de republiek Novgorod.
In 1398 veroverde Vasili I van Moskou Volokolamsk en voegde het toe aan Moskovië. Tien jaar later werd de stad voor twee jaar in leen aan Švitrigaila van Litouwen gegeven in ruil voor zijn trouw aan Moskou. Door de verbroken relatie met Novgorod verloor Volokolamsk haar handel met de Hanze, waardoor de stad in verval raakt. De stad werd de komende vijftig jaar nergens meer vernoemd.
In 1462 schonk Ivan III van Moskou Volokolamsk aan zijn jongere broer, waardoor de stad de hoofdstad werd van zijn vorstendom. Onder de eerste prins van Volokolamsk werd de kalkstenen Russisch-orthodoxe Opstandingskathedraal gebouwd, die vandaag de dag nog steeds te bezichtigen is.
Rond 1600 werd de stad vooral bekend van het Jozef Volokolamsk-klooster, 17 kilometer ten noordwesten van de stad. In 1613 overleefde Volokolamsk de belegering door Sigismund III van Polen. Sindsdien staan de verdedigingslinies op het stadswapen. Eind oktober 1917 kwam de stad onder bestuur van de Sovjet-Unie te staan. De vele textielarbeiders van de stad droegen bij aan de Oktoberrevolutie.
Tussen 1853 en 1862 verrees naast de Opstandingskathedraal de Sint-Nicolaaskathedraal als eerbetoon aan de slachtoffers van de Krimoorlog. In de Sovjettijd werd de kathedraal gesloten. Tegenwoordig zit in de kathedraal het Historisch- en Architectuurmuseum Volokolamsk.
In de Grote Vaderlandse Oorlog werd Volokolamsk tussen 27 oktober en 30 december 1941 door Duitse troepen bezet. De drie maanden van bezetting werden gekenmerkt door de vernietiging van de klokkentoren van het Jozef Volokolamsk-klooster en enkele bloedige gevechten tussen Duitse troepen en partizanen.

## Bezienswaardigheden
- Moscow Raceway, een racecircuit waar onder andere races van de Deutsche Tourenwagen-Masters plaatsvinden, voor het eerst in DTM seizoen 2013.
- Jozef Volokolamsk-klooster, het klooster dat gesticht werd in 1479 was in de 16e eeuw een van de machtigste kloosters in Rusland. In de Tweede Wereldoorlog werd de klokkentoren vernietigd.
- Kremlin van Volokolamsk, waaronder een kalkstenen Russisch-orthodoxe Opstandingskathedraal uit de 15e eeuw en de rode bakstenen Sint-Nicolaaskathedraal uit de 19e eeuw.
- Net buiten de stad ligt een chemiefabriek van het Amerikaanse concern 3M, onder andere bekend van de Post-its.

## Demografie
| Jaar | Inwoners |
| ---- | -------- |
| 1862 | 2 412    |
| 1897 | 3 091    |
| 1924 | 3 796    |
| 1939 | 5 400    |
| 1959 | 8 625    |
| 1970 | 15 495   |
| 1979 | 18 356   |
| 1989 | 18 226   |
| 2002 | 16 656   |
| 2010 | 23 433   |

## Galerij

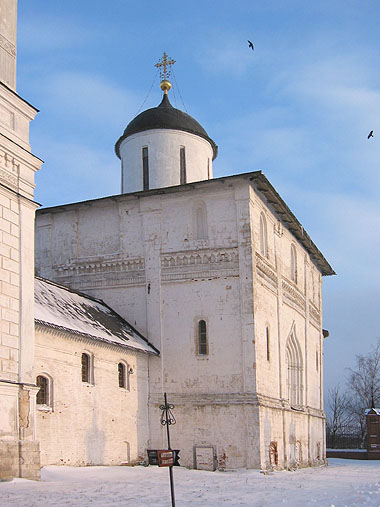
Kathedraal van Volokolamsk
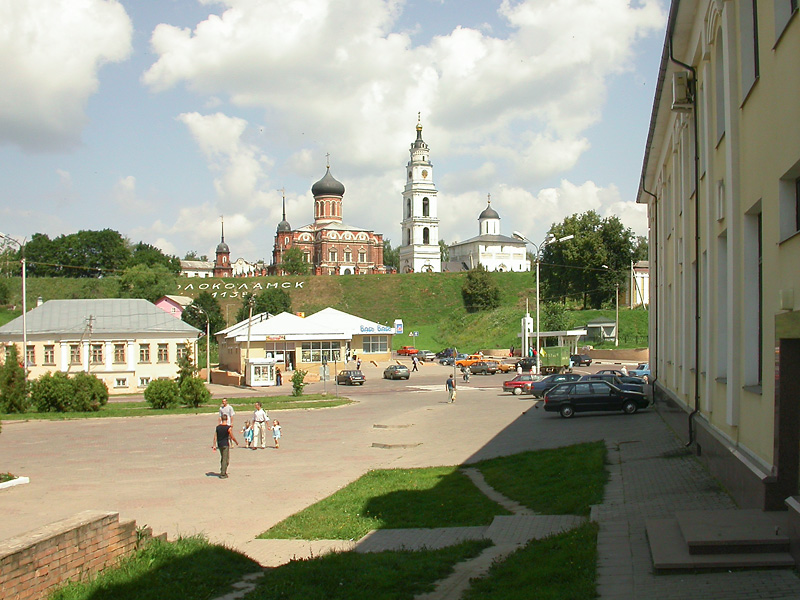
Gezicht op Kremlin van Volokolamsk met Kathedraal
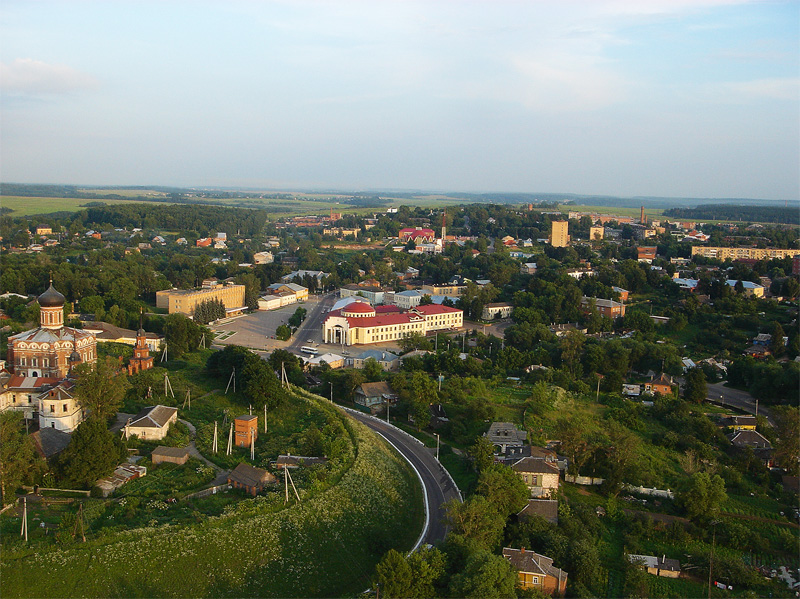
Panorama over de stad
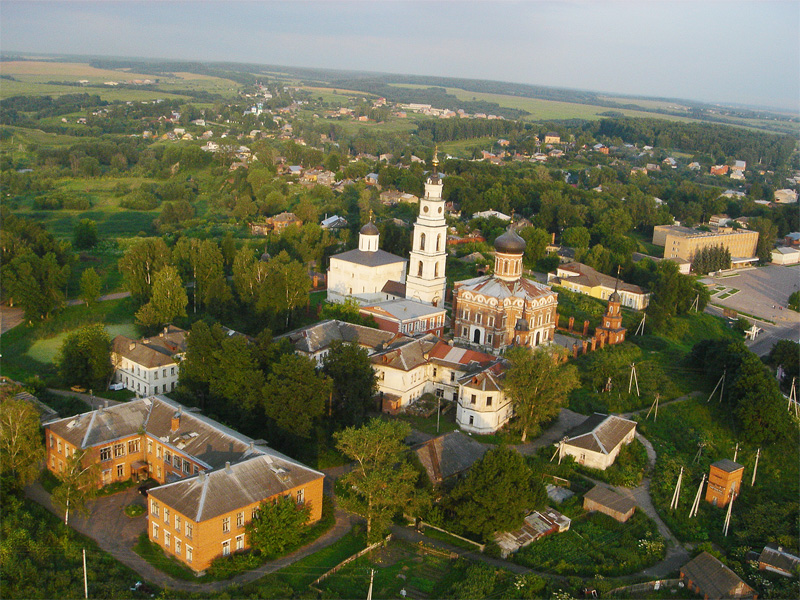
Nog een panorama, met uitzicht op het Kremlin
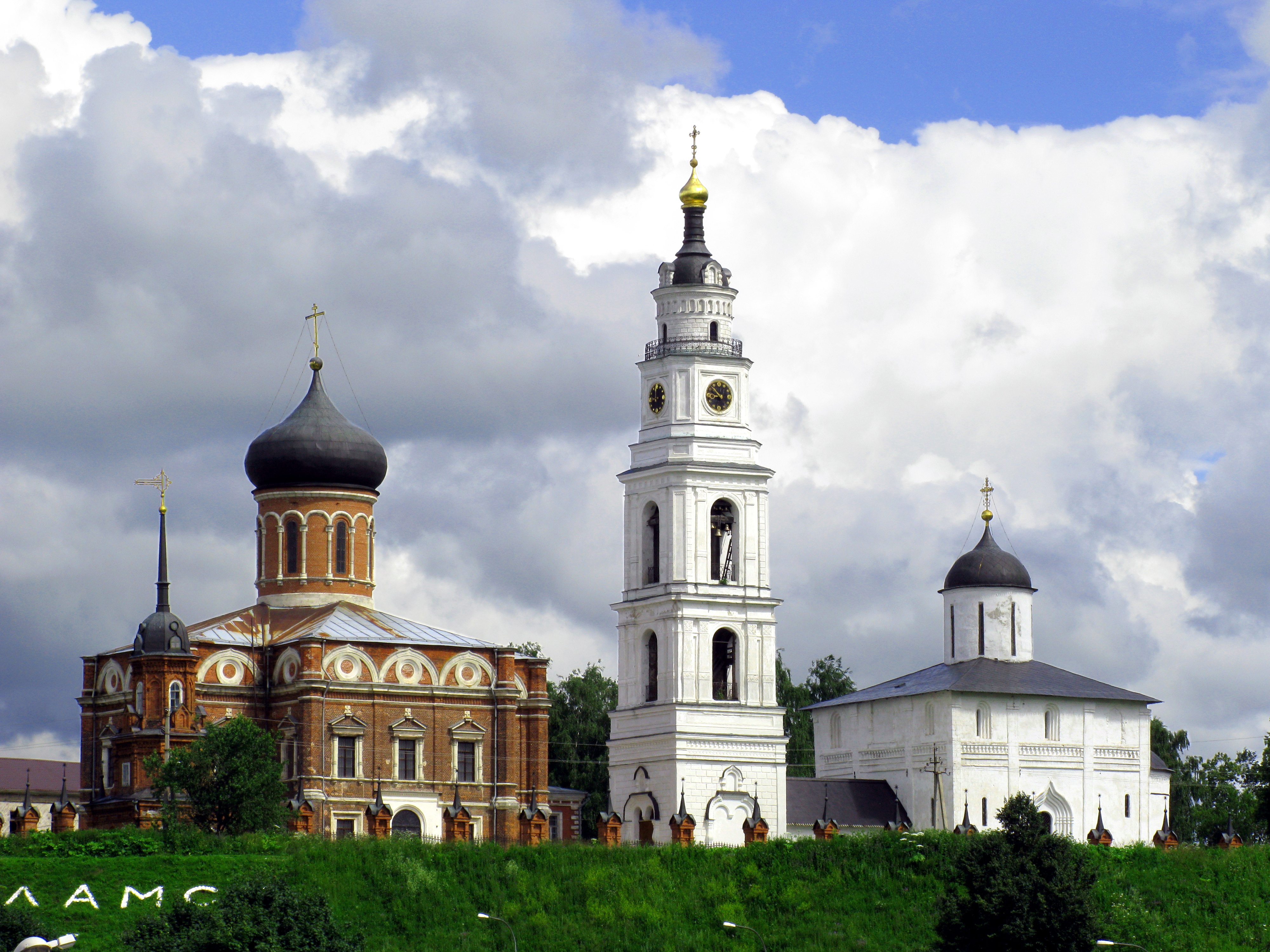
Sint-Nicolaaskathedraal (links) en Opstandingskathedraal (rechts)